# Villamena
Villamena är en kommun i Spanien.   Den ligger i provinsen Provincia de Granada och regionen Andalusien, i den södra delen av landet, 400 km söder om huvudstaden Madrid. Antalet invånare är 1 028. Arean är 20,0 kvadratkilometer. Villamena gränsar till El Padul, Dúrcal, Nigüelas, Lecrín, El Valle och Albuñuelas. 
Terrängen i Villamena är platt åt nordost, men åt sydväst är den kuperad.